# Husův sbor (Zbraslav)
Husův sbor na Zbraslavi je kostel Československé církve husitské stojící v ulici Pod Špejcharem 694, u křižovatky ulic Elišky Přemyslovny a Matjuchinovy v Praze - Zbraslavi. Husův sbor nepatří mezi památkově chráněné objekty, ale je výraznou zbraslavskou dominantou. Objekt vznikl přestavbou bývalé sýpky, která přes 100 let sloužila k uskladňování obilí. Varhany uvnitř sboru jsou chráněny jako nemovitá kulturní památka.

## Historie a charakter stavby
Kostel byl přestavěn z vrchnostenského špýcharu a představuje ukázku meziválečné modernistické architektury s funkcionalistickými prvky. Má jednoduché vertikální uspořádání a osobitost mu dodávají kulatá okna a zakončení věže, kde do konstruktivistického rámce je vepsán osmiúhelník, na kterém je umístěn symbolický kalich.
Historie Husova sboru na Zbraslavi spadá do roku 1924, kdy Sbor církve československé musel řešit otázku nového prostoru pro konání bohoslužeb a sborových setkání poté, co mu byla zrušena smlouva církví římskokatolickou na spoluužívání kostela sv. Havla. Tehdy CČS ustavila stavební odbor a v roce 1925 byla schválena radou starších smlouva na zakoupení starého špýcharu. Vedle něho měla být postavena kaple a kolumbárium. Pro komplikace spojené s pronájmem budovy a části pozemku, z jejichž výnosů měla být hrazena půjčka na zakoupení špýcharu, se ale stavební práce nepodařilo zahájit.
V roce 1934 nastoupil na Zbraslavi jako farář Václav Jílek. Zapojil se do práce stavebního odboru a v roce 1935 předložil nezávazné plány arch. Stanislava Vachaty (spoluautora projektu Husova sboru v Praze na Smíchově). Valné shromáždění dne 13. června 1937 rozhodlo o zahájení stavby. Br. Václav Jílek byl pověřen vedením stavebního odboru a desetičlenný výbor, ve kterém byl i zbraslavský starosta a zednický mistr zároveň p. Václav Vejvoda, vybral ze dvou variant návrh funkcionalizující stavby. Stavitelské práce provedl Václav Vejvoda zdarma. Díky usilovné práci se podařilo stavbu dokončit za dva roky a 10. září 1939 byl sbor slavnostně otevřen i s pozoruhodnou vnitřní výzdobou, kterou za minimální náklady pořídili místní řemeslníci a výtvarní umělci. K té patřil především světelný kříž na oltářní stěně, obložení umělým mramorem, heraklitový kazetový strop a fresky Jana Husa a Jana Amose Komenského na bočních průčelích od ak. malíře Břetislava Dvořáka. Dále to byly ornamentální malby doplňující citát starozákonní moudrosti proroka Izaiáše od ak. malíře Jindřicha Mahelky a novozákonní citát z Jana Evangelisty od ak. malíře Miloše Pošara.
Některé prvky původní výzdoby se do dnešní doby nezachovaly, ale přibyly nové artefakty a umělecká díla. Kromě nástěnných plastik a historických varhan je to především renesanční oltář. Původně byl vytvořen pro zbraslavský klášterní kostel sv. Jakuba. Při přestavbě kostela v roce 1744 byl oltář rozebrán a uložen na půdě. Koncem 18. století byl znovu sestaven, necitlivým zásahem (pomalováním) umělecky znehodnocen a instalován v kostele sv. Havla. Teprve v letech 1869-70 byl nákladem spolku Svatobor oltář zčásti opraven a nově polychromován ak. malířem Ed. Veselým. Svému účelu sloužil až do 70. let minulého století, kdy byl v důsledku vandalismu poškozen a některé jeho části byly odcizeny. Byl proto předán do restaurátorských dílen, kde byl opraven, ztracené části byly nahrazeny a oltář byl znovu polychromován. Na Zbraslav se vrátil do Husova sboru, kde tvoří vzácnou dominantu celého interiéru.
Součástí stavby je kolumbárium, kde jsou, mimo jiné, uloženy ostatky významného českého malíře a grafika Maxmiliána Pirnera.

## Další využití budovy
V současné době se kromě bohoslužeb a duchovních setkání konají v kostele pěvecké a varhanní koncerty. V rámci Noci kostelů 2012 zde proběhla i výstava obrazů.